# Jean-Baptiste Saint-Jure
Jean-Baptiste Saint-Jure (geb. 19. Februar 1588 in Metz; gest. 30. April 1657 in Paris) war ein französischer jesuitischer Priester und Schriftsteller. Als spiritualistischer Bérullianer hinterließ er zahlreiche religiöse Werke und übte als erfolgreicher Schriftsteller einen tiefgreifenden Einfluss auf die christliche Frömmigkeit im Frankreich des 17. Jahrhunderts aus.

## Leben und Werk
Jean-Baptiste Saint-Jure, oder Sainct-Jure, wurde 1588 in Metz geboren. Er trat 1604 als Novize in die Gesellschaft Jesu in Nancy ein. Er ist der Gründer einer Lehranstalt in Alençon, deren erster Rektor er war.
Er war später unter anderem Rektor der Jesuitenkollegien in Amiens, Orléans und Paris. Er ist bekannt dafür, dass er ab 1643 der Beichtvater der dämonisch belasteten Soeur Jeanne des Anges (d. i. Jeanne de Belcier) war, als Nachfolger des Jesuitenpaters Jean-Joseph Surin, der Jeanne von den Dämonen, die sie besessen hatten, befreit hatte. Er führte einen umfangreichen Briefwechsel mit ihr. Er war auch der geistliche Vater von Gaston de Renty.
1645 veröffentlichte er sein umfangreiches aszetisches Werk De la connoissance et de l’amour du fils de Dieu N. S. Jésus-Christ (auf Deutsch erschienen unter dem Titel: Von der Erkenntniß und Liebe unsers Erlösers Jesus Christus; oder: Wegweisung für alle diejenigen, welche Gott aufrichtig suchen, und den Weg zu Gott auch Andern zeigen), eine lateinische Übersetzung besorgte Theodor Thier (1674–1727), der deutsche katholische Theologe, Benediktiner und Abt der Reichsabtei Werden.
Jean-Baptiste Saint-Jure starb am 3. April 1657 in Paris.
Saint-Jure gilt neben Alphons Rodriguez als bedeutender asketischer Autor der Jesuiten.

## Schriften
- L’Homme Religieux, Des Règles et des Vœux de la Religion, Bechet, Paris, 1663
- De la Connoissance et de l’amour du fils de Dieu Nostre Seigneur Jésus-Christ, Paris : S. Cramoisy et G. Cramoisy, 1656
- L’union, 1653
- La vie de M. de Renty, 1651
- Méditations sur les plus grandes et plus importantes véritez de la foy, rapportées aux trois vies spirituelles, à la purgative, à l’illuminative et à l’unitive, Vve J. Camusat, Paris, 1649
- L’homme spirituel, où la vie spirituelle est traitée par ses principes, S. et G. Cramoisy, Paris, 1646
- Le Livre des éluz. Jésus-Christ en croix, Vve J. Camusat, Paris, 1643
- Les trois filles de Job
- De la connaissance et de l’amour du Fils de Dieu, 1634
- Les Petites actions  (sd)

deutsche Übersetzungen (Auswahl)
- Das Bild eines vollkommenen Christen, dargestellt in dem Leben des Herrn v. Renty. Aus dem Französischen ins Deutsche übertragen von dem Herausgeber: >Saint-Jüre, von der Erkenntniß und Liebe unsers Erlösers Jesu Christi<. Nebst einem Anhang: Drei Betrachtungen von dem Herausgeber [i. e. Anton Lechner]. Original-Titel: La vie de Monsieur de Renty. Saint-Jure, Jean-Baptiste und Anton Lechner (Übersetzer). Erschienen in Regensburg bei G. Joseph Manz im Jahre 1837. Erstausgabe, 1. Auflage, aus der Reihe: Leitsterne auf der Bahn des Heils.
- Saint-Jure, Jean-Baptiste: Von der Erkenntniß und Liebe unsers Erlösers Jesus Christus; oder: Wegweisung für alle diejenigen, welche Gott aufrichtig suchen, und den Weg zu Gott auch Andern zeigen. (= Leitsterne auf der Bahn des Heils, Bd. 2).  J. B. Saint-Jüre. Bearb. und in’s Dt. übertr. von einem katholischen Geistlichen [i.e. Anton Lechner]. Landshut: Krüll, 1834
- Saint-Jure, Joannis (Jean-Baptiste): Geistlicher Mensch. Das ist: Eine Beschreibung Von denen Reguln und Gelübden Deß Geistlichen Stands. Sambt dero nothwendigen Eigenschafften in einer geistlichen Gesellschafft Fromm zu leben. Anfänglich In Frantzösischer Sprach durch erwehnten Authorem Seeligen beschriben, anjetzo aber auff grosses Verlangen in die Hochteutsche Mutter-Sprach übersetzt. Durch. Carl Joseph Reinbrecht. Teil 1 (v. 2). Wien Fievet, 1696
- Saint-Jure, Jean Baptiste und Balthasar Theoderich Erhardt (Übers.): Erkandtnuß und Liebe Deß Sohns Gottes / unsers Herrn Jesu Christi, Zu vollkommener Erleuchtung / und hertzlicher Anflammung aller Christliebenden Seelen / nicht allein geist – sondern auch weltlichen Stands. (Bücher 1–4 in zwei Bänden). Ingolstadt: Endter, Andrae, 1676